# Kodinsk
Kodinsk (russisch Кодинск) ist eine Stadt in der Region Krasnojarsk (Russland) mit 14.830 Einwohnern (Stand 14. Oktober 2010).

## Geographie
Die Stadt liegt auf dem Angaraplateau, etwa 730 km nordöstlich der Regionshauptstadt Krasnojarsk, 10 km vom linken Ufer der Angara entfernt.
Die Stadt Kodinsk ist Verwaltungszentrum des Rajons Keschma. Stadt und Rajon werden gemeinsam verwaltet.
Kodinsk verfügt über einen Flughafen.

## Geschichte
In der Nähe der heutigen Stadt wurde 1930 für politische Verbannte das Dorf Kodinskaja Saimka gegründet, benannt nach dem Fluss Koda (auch Kada, ewenkisch für Felsen). Im April 1977 wurde im Zusammenhang mit dem Bau des Damms des Bogutschanystausees an der Angara (etwa 10 km nördlich der Stadt) der Grundstein zu einer neuen Siedlung gelegt, die bereits 1978 unter dem Namen Kodinski den Status Siedlung städtischen Typs erhielt. 1989 wurde unter dem heutigen Namen das Stadtrecht verliehen.

### Bevölkerungsentwicklung

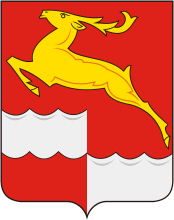
Wappen des Rajons Keschma

| Jahr | Einwohner |
| ---- | --------- |
| 1979 | 3.596     |
| 1989 | 14.050    |
| 2002 | 14.746    |
| 2010 | 14.830    |

Anmerkung: Volkszählungsdaten

## Kultur und Sehenswürdigkeiten
In Kodinsk befindet sich das 1985 eröffnete Historisch-ethnographische Museum des Rajons Keschma.

## Wirtschaft
Wichtigste Wirtschaftszweige sind Holz- und Bauwirtschaft, in der Umgebung wird Landwirtschaft betrieben.